# Batista Mendy
Batista Adélino Mendy (* 12. ledna 2000) je francouzský profesionální fotbalista, který hraje na pozici defenzivního záložníka za turecký klub Trabzonspor.

## Klubová kariéra
Poté, co prošel mládežnickými týmy Nantes, Mendy debutoval v prvním týmu 13. září 2020, při prohře 2:1 s Monacem.
Dne 27. července 2021 se Mendy připojil k týmu Ligue 1 Angers za nezveřejněný poplatek a podepsal tříletou smlouvu.
Dne 8. září 2023 se Mendy připojil k tureckému klubu Trabzonspor za odhadovaný poplatek 5 milionů eur.

## Reprezentační kariéra
Mendy se narodil ve Francii a má původ v Guineji-Bissau. Je mládežnickým reprezentantem Francie.